# Renneville (Haute-Garonne)
Pour les articles homonymes, voir Renneville.
Renneville est une commune française située dans l'est du département de la Haute-Garonne en région Occitanie.
Sur le plan historique et culturel, la commune est dans le Lauragais, l'ancien « Pays de Cocagne », lié à la fois à la culture du pastel et à l’abondance des productions, et de « grenier à blé du Languedoc ». Exposée à un climat océanique altéré, elle est drainée par le canal du Midi, l'Hers-Mort, le Marès, le ruisseau de Favayrol, le ruisseau du Caransou et par divers autres petits cours d'eau.
Renneville est une commune rurale qui compte 539 habitants en 2022, après avoir connu une forte hausse de la population depuis 1962. Elle est dans l'agglomération de Villefranche-de-Lauragais et fait partie de l'aire d'attraction de Toulouse.
Ses habitants sont appelés les Rennevillois et les Rennevilloises[réf. nécessaire].
Le patrimoine architectural de la commune comprend un immeuble protégé au titre des monuments historiques : le canal du Midi et l'aqueduc des Voûtes, inscrit en 1998.

## Géographie

### Localisation
1. Carte dynamique
2. Carte Openstreetmap
3. Carte topographique
4. Carte avec les communes environnantes

La commune de Renneville se trouve dans le département de la Haute-Garonne, en région Occitanie.
Elle se situe à 34 km à vol d'oiseau de Toulouse, préfecture du département, et à 24 km de Revel, bureau centralisateur du canton de Revel dont dépend la commune depuis 2015 pour les élections départementales.
La commune fait en outre partie du bassin de vie de Villefranche-de-Lauragais.
Les communes les plus proches sont : 
Villefranche-de-Lauragais (2,2 km), Montclar-Lauragais (2,3 km), Gardouch (3,4 km), Beauteville (3,9 km), Lagarde (4,0 km), Seyre (4,8 km), Saint-Rome (5,3 km), Vallègue (5,5 km).
Sur le plan historique et culturel, Renneville fait partie du Lauragais, occupant une vaste zone, autour de l’axe central que constitue le canal du Midi, entre les agglomérations de Toulouse au nord-ouest et Carcassonne au sud-est et celles de Castres au nord-est et Pamiers au sud-ouest. C'est l'ancien « Pays de Cocagne », lié à la fois à la culture du pastel et à l’abondance des productions, et de « grenier à blé du Languedoc ».
Renneville est limitrophe de quatre autres communes.
Les communes limitrophes sont  Avignonet-Lauragais, Gardouch, Montclar-Lauragais et Villefranche-de-Lauragais.
|          | Villefranche-de-Lauragais |                     |
| Gardouch | Renneville                | Avignonet-Lauragais |
|          | Montclar-Lauragais        |                     |

### Géologie
La superficie de la commune est de 842 hectares ; son altitude varie de 172  à   273 mètres.

### Hydrographie

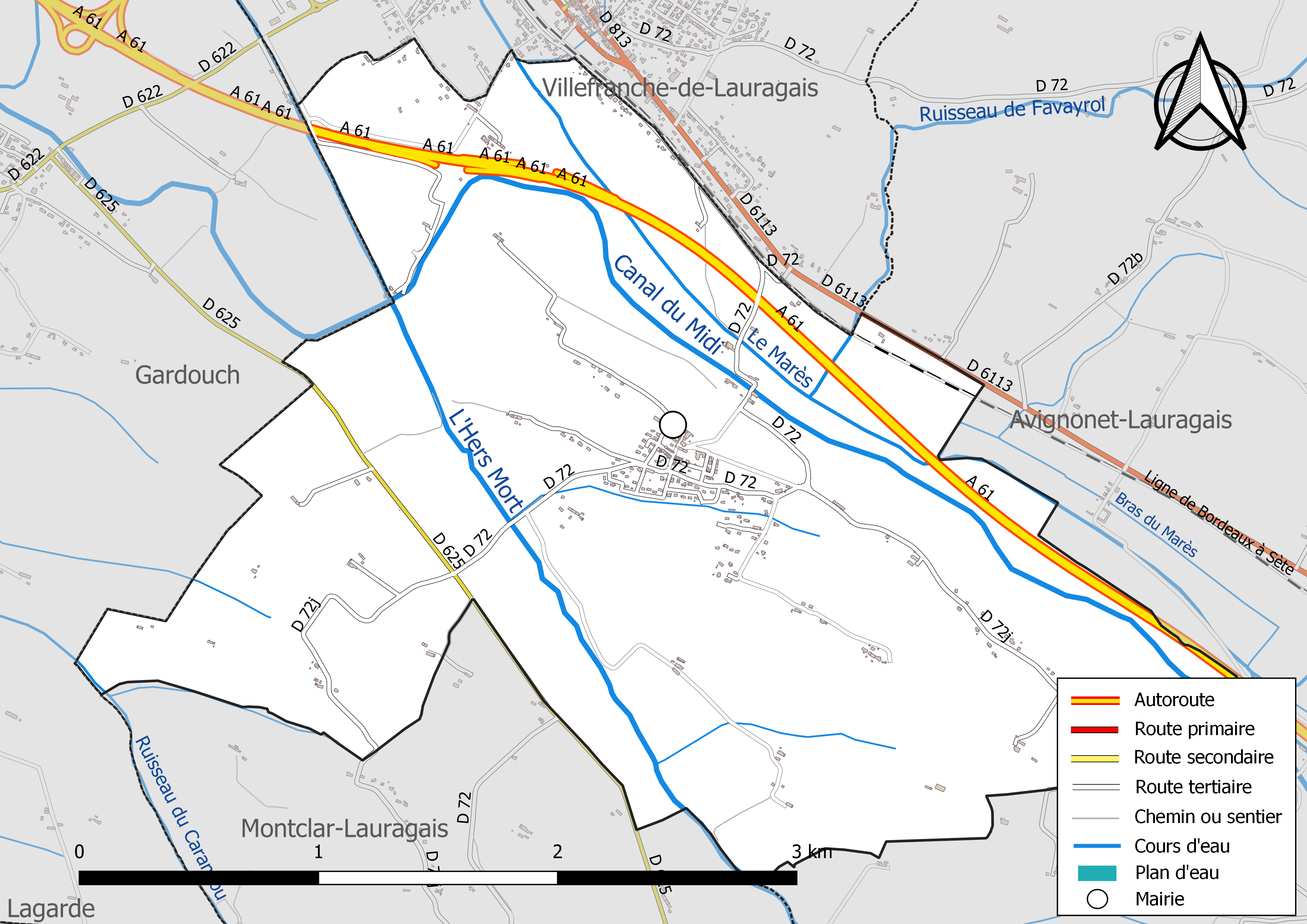
Réseaux hydrographique et routier de Renneville.

La commune est dans le bassin de la Garonne, au sein du bassin hydrographique Adour-Garonne. Elle est drainée par le canal du Midi, l'Hers-Mort, le Marès, le ruisseau de Favayrol, le ruisseau du Caransou, un bras du Marès, le ruisseau du Cordet et par divers petits cours d'eau, constituant un réseau hydrographique de 13 km de longueur totale,.
Le canal du Midi, d'une longueur totale de 239,8 km, est un canal de navigation à bief de partage qui relie Toulouse à la mer Méditerranée depuis le xviie siècle.
L'Hers-Mort, d'une longueur totale de 89,3 km, prend sa source dans la commune de Laurac (11) et s'écoule du sud-est vers le nord-ouest. Il traverse la commune et se jette dans la Garonne à Grenade, après avoir traversé 40 communes.
Le Marès, d'une longueur totale de 12,7 km, prend sa source dans la commune d'Avignonet-Lauragais et s'écoule du sud-est vers le nord-ouest. Il traverse la commune et se jette dans l'Hers-Mort à Montgaillard-Lauragais, après avoir traversé 4 communes.
Le ruisseau de Favayrol, d'une longueur totale de 10,3 km, prend sa source dans la commune de Mourvilles-Hautes et s'écoule du nord-est au sud-ouest. Il se jette dans le Marès sur le territoire communal, après avoir traversé 6 communes.

### Climat
Pour des articles plus généraux, voir Climat de l'Occitanie et Climat de la Haute-Garonne.
En 2010, le climat de la commune est de type climat du Bassin du Sud-Ouest, selon une étude s'appuyant sur une série de données couvrant la période 1971-2000. En 2020, Météo-France publie une typologie des climats de la France métropolitaine dans laquelle la commune est exposée à un climat océanique altéré et est dans la région climatique Aquitaine, Gascogne, caractérisée par une pluviométrie abondante au printemps, modérée en automne, un faible ensoleillement au printemps, un été chaud (19,5 °C), des vents faibles, des brouillards fréquents en automne et en hiver et des orages fréquents en été (15 à 20 jours).
Pour la période 1971-2000, la température annuelle moyenne est de 13,2 °C, avec une amplitude thermique annuelle de 15,9 °C. Le cumul annuel moyen de précipitations est de 691 mm, avec 9,4 jours de précipitations en janvier et 5,3 jours en juillet. Pour la période 1991-2020, la température moyenne annuelle observée sur la station météorologique la plus proche, située sur la commune de Ségreville à 12 km à vol d'oiseau, est de 13,4 °C et le cumul annuel moyen de précipitations est de 747,6 mm,. Pour l'avenir, les paramètres climatiques de la commune estimés pour 2050 selon différents scénarios d'émission de gaz à effet de serre sont consultables sur un site dédié publié par Météo-France en novembre 2022.

### Milieux naturels et biodiversité
Aucun espace naturel présentant un intérêt patrimonial n'est recensé sur la commune dans l'inventaire national du patrimoine naturel,,.

## Urbanisme

### Typologie
Au 1er janvier 2024, Renneville est catégorisée commune rurale à habitat dispersé, selon la nouvelle grille communale de densité à sept niveaux définie par l'Insee en 2022.
Elle appartient à l'unité urbaine de Villefranche-de-Lauragais, une agglomération intra-départementale regroupant deux  communes, dont elle est une commune de la banlieue,,. Par ailleurs la commune fait partie de l'aire d'attraction de Toulouse, dont elle est une commune de la couronne,. Cette aire, qui regroupe 527 communes, est catégorisée dans les aires de 700 000 habitants ou plus (hors Paris),.

### Occupation des sols
L'occupation des sols de la commune, telle qu'elle ressort de la base de données européenne d’occupation biophysique des sols Corine Land Cover (CLC), est marquée par l'importance des territoires agricoles (95,2 % en 2018), en diminution par rapport à 1990 (99 %). La répartition détaillée en 2018 est la suivante : 
terres arables (95,2 %), zones urbanisées (4,8 %). L'évolution de l’occupation des sols de la commune et de ses infrastructures peut être observée sur les différentes représentations cartographiques du territoire : la carte de Cassini (XVIIIe siècle), la carte d'état-major (1820-1866) et les cartes ou photos aériennes de l'IGN pour la période actuelle (1950 à aujourd'hui).

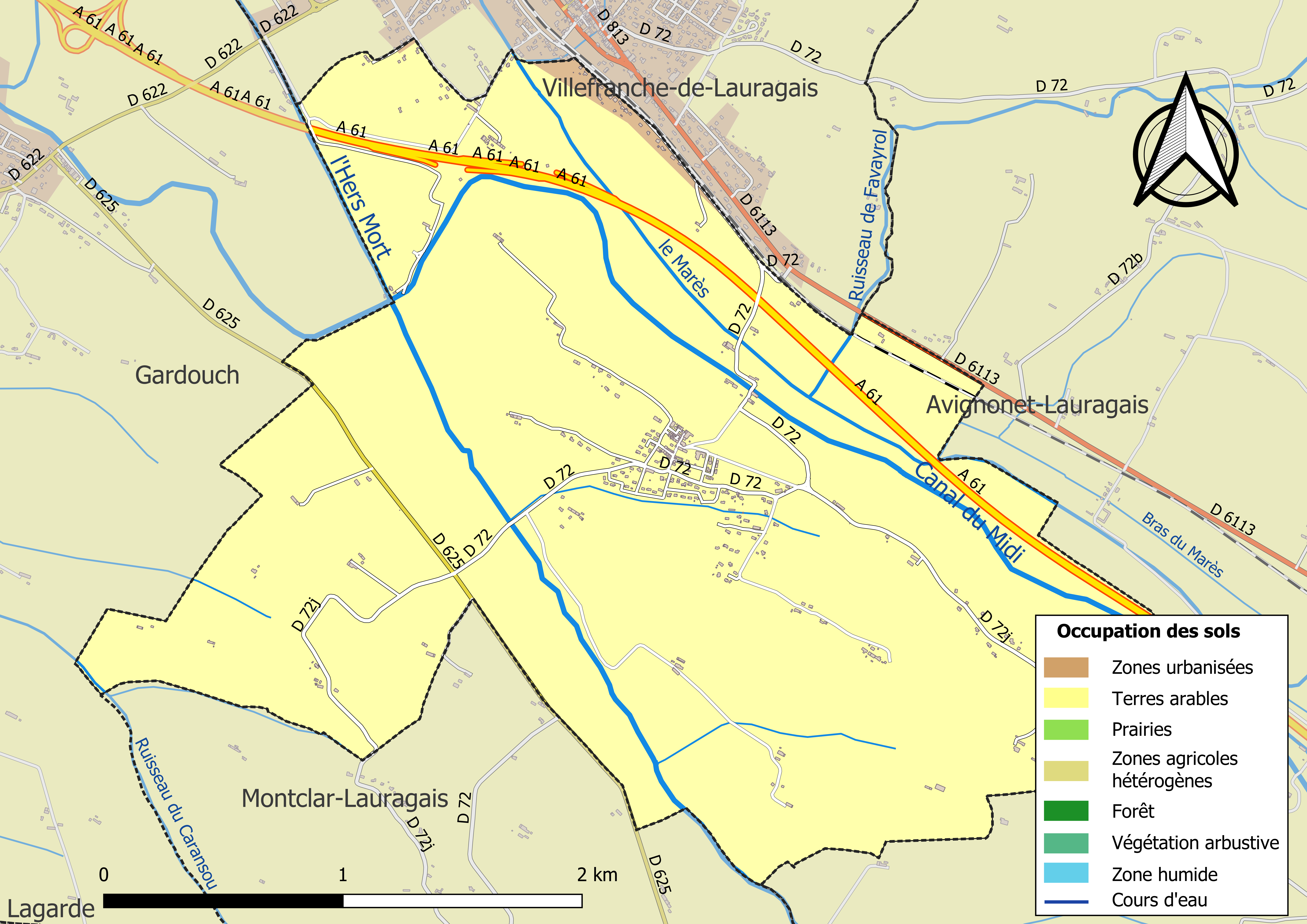
Carte des infrastructures et de l'occupation des sols de la commune en 2018 (CLC).

### Voies de communication et transports

#### Voies de communication
Accès par la route départementale 813 ancienne route nationale 113.

#### Transports
La ligne 350 du réseau liO Arc-en-Ciel relie la commune à la gare routière de Toulouse depuis Avignonet-Lauragais, et la ligne 413 du réseau liO relie la commune à la gare routière de Toulouse et à Castelnaudary.
La gare la plus proche est la gare de Villefranche-de-Lauragais, desservie par des TER Occitanie.

### Risques majeurs
Le territoire de la commune de Renneville est vulnérable à différents aléas naturels : météorologiques (tempête, orage, neige, grand froid, canicule ou sécheresse), inondations et séisme (sismicité très faible). Il est également exposé à un risque technologique, la rupture d'un barrage. Un site publié par le BRGM permet d'évaluer simplement et rapidement les risques d'un bien localisé soit par son adresse soit par le numéro de sa parcelle.

#### Risques naturels
Certaines parties du territoire communal sont susceptibles d’être affectées par le risque d’inondation par débordement de cours d'eau, notamment l'Hers-Mort, le Marès et le ruisseau de Favayrol. La commune a été reconnue en état de catastrophe naturelle au titre des dommages causés par les inondations et coulées de boue survenues en 1982, 1996, 1999, 2009 et 2018,.

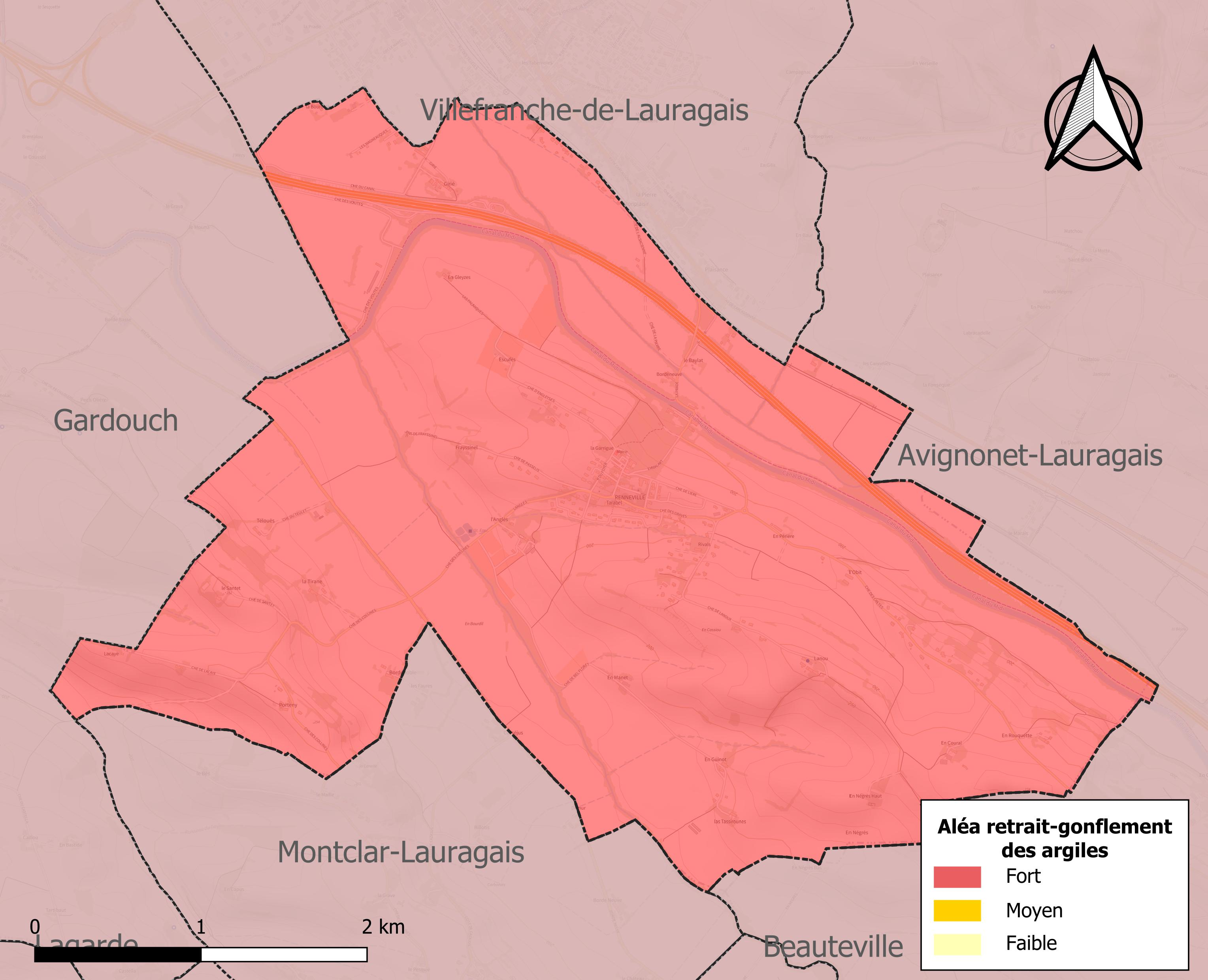
Carte des zones d'aléa retrait-gonflement des sols argileux de Renneville.

Le retrait-gonflement des sols argileux est susceptible d'engendrer des dommages importants aux bâtiments en cas d’alternance de périodes de sécheresse et de pluie. La totalité de la commune est en aléa moyen ou fort (88,8 % au niveau départemental et 48,5 % au niveau national). Sur les 219 bâtiments dénombrés sur la commune en 2019, 219 sont en aléa moyen ou fort, soit 100 %, à comparer aux 98 % au niveau départemental et 54 % au niveau national. Une cartographie de l'exposition du territoire national au retrait gonflement des sols argileux est disponible sur le site du BRGM,.
Par ailleurs, afin de mieux appréhender le risque d’affaissement de terrain, l'inventaire national des cavités souterraines permet de localiser celles situées sur la commune.
Concernant les mouvements de terrains, la commune a été reconnue en état de catastrophe naturelle au titre des dommages causés par la sécheresse en 2003 et 2016 et par des mouvements de terrain en 1999.

#### Risques technologiques
La commune est en outre située en aval du barrage de l'Estrade sur la Ganguise (département de l'Aude). À ce titre elle est susceptible d’être touchée par l’onde de submersion consécutive à la rupture de cet ouvrage.

## Histoire
Vers 1100 plusieurs hameaux épars constituent la paroisse de Renneville, avec sa petite église Saint-Sernin à la sortie Est du village, au niveau de l’actuelle métairie d’En Périère. Cette dernière probablement baptisée de ce nom « En Périère » à cause des pierres de l’ancienne église laissées sur place et réutilisées pour d’autres constructions.
Vers 1211, après la bataille de Lavaur, Simon de Monfort (1164-1218) s’empare des possessions d’Aymeric de Castelnau (1205-ap1258) seigneur de Launac, dont les terres de Renneville avec son château et sa chapelle castrale Saint-Jacques. Ses biens échoient à l’un de ses lieutenants, Hugues de Lascès (ou Latès), ce dernier les cède vers 1236 aux Hospitaliers de l'ordre de Saint-Jean de Jérusalem.
À partir de 1836 (580 habitants), le village se dépeuple à la suite de mauvaises récoltes et disettes, qui provoquent une désertification rurale qui touche tout le Lauragais (plus que 250 habitants à Renneville en 1901).

### Les Hospitaliers
Une commanderie est installée par les Hospitaliers de l'ordre de Saint-Jean de Jérusalem dans le périmètre de l’ancien château, la chapelle agrandie devient église. Vers 1366 des écrits attestent la présence de cette église autour de laquelle la population se regroupe progressivement. La paroisse dispose à ce moment de deux lieux de culte. Vers 1530, le commandeur ajoute une chapelle contre le mur nord, à l’intérieur de l’église Saint-Jacques. Une communication directe avec la commanderie et le château est alors aménagée. Par la suite, l’église Saint-Sernin est de moins en moins utilisée et sera abandonnée.
En 1773, une visite de l’Ordre de Saint-Jean conclut : « Dans peu, cette église sera parfaite, c’est une grande et belle église avec deux sacristies ». Une extension était en cours, comme en témoigne une pierre gravée.

## Politique et administration

### Administration municipale
Le nombre d'habitants au recensement de 2011 étant compris entre 100 et 499, le nombre de membres du conseil municipal pour l'élection de 2014 est de onze,.

### Rattachements administratifs et électoraux
Commune faisant partie de la septième circonscription de la Haute-Garonne de la communauté de communes des Terres du Lauragais et du canton de Revel (avant le redécoupage départemental de 2014, Renneville faisait partie de l'ex-canton de Villefranche-de-Lauragais) et avant le 1er janvier 2017 elle faisait partie de la communauté de communes Cap-Lauragais.

### Liste des maires
| Période                                  | Période   | Identité           | Étiquette | Qualité                           |
| ---------------------------------------- | --------- | ------------------ | --------- | --------------------------------- |
| Les données manquantes sont à compléter. |           |                    |           |                                   |
| avant 1995                               | ?         | Jacques Marcouyeux | PS        |                                   |
| mars 2001                                | mars 2014 | Yves Marquié       |           |                                   |
| mars 2014                                | juin 2020 | Jean-Luc Morel     | SE        | Cadre supérieur                   |
| juin 2020                                | En cours  | Francette Nono     | PS        | Retraitée de la fonction publique |

## Population et société

### Démographie
L'évolution du nombre d'habitants est connue à travers les recensements de la population effectués dans la commune depuis 1793. Pour les communes de moins de 10 000 habitants, une enquête de recensement portant sur toute la population est réalisée tous les cinq ans, les populations de référence des années intermédiaires étant quant à elles estimées par interpolation ou extrapolation. Pour la commune, le premier recensement exhaustif entrant dans le cadre du nouveau dispositif a été réalisé en 2004.

En 2022, la commune comptait 539 habitants, en évolution de −2,36 % par rapport à 2016 (Haute-Garonne : +8,02 %, France hors Mayotte : +2,11 %).
| 1793 | 1800 | 1806 | 1821 | 1831 | 1836 | 1841 | 1846 | 1851 |
| ---- | ---- | ---- | ---- | ---- | ---- | ---- | ---- | ---- |
| 415  | 501  | 545  | 520  | 537  | 566  | 572  | 572  | 593  |

| 1856 | 1861 | 1866 | 1872 | 1876 | 1881 | 1886 | 1891 | 1896 |
| ---- | ---- | ---- | ---- | ---- | ---- | ---- | ---- | ---- |
| 540  | 499  | 393  | 398  | 333  | 321  | 306  | 298  | 297  |

| 1901 | 1906 | 1911 | 1921 | 1926 | 1931 | 1936 | 1946 | 1954 |
| ---- | ---- | ---- | ---- | ---- | ---- | ---- | ---- | ---- |
| 250  | 251  | 251  | 228  | 200  | 218  | 231  | 226  | 247  |

| 1962 | 1968 | 1975 | 1982 | 1990 | 1999 | 2004 | 2006 | 2009 |
| ---- | ---- | ---- | ---- | ---- | ---- | ---- | ---- | ---- |
| 204  | 215  | 222  | 262  | 334  | 334  | 391  | 448  | 487  |

| 2014 | 2019 | 2022 | - | - | - | - | - | - |
| ---- | ---- | ---- | - | - | - | - | - | - |
| 515  | 545  | 539  | - | - | - | - | - | - |

| selon la population municipale des années : | 1968 | 1975 | 1982 | 1990 | 1999 | 2006 | 2009 | 2013 |
| Rang de la commune dans le département      | 280  | 339  | 266  | 256  | 279  | 239  | 238  | 237  |
| Nombre de communes du département           | 592  | 582  | 586  | 588  | 588  | 588  | 589  | 589  |

### Enseignement
Renneville fait partie de l'académie de Toulouse.

### Activités sportives
Chasse, pétanque, randonnée pédestre,

### Écologie et recyclage
La collecte et le traitement des déchets des ménages et des déchets assimilés ainsi que la protection et la mise en valeur de l'environnement se font dans le cadre de la communauté de communes des Terres du Lauragais.

## Économie

### Revenus
En 2018  (données Insee publiées en septembre 2021), la commune compte 201 ménages fiscaux, regroupant 553 personnes. La médiane du revenu disponible par unité de consommation est de 23 320 € (23 140 € dans le département).

### Emploi
|                | 2008  | 2013  | 2018  |
| -------------- | ----- | ----- | ----- |
| Commune        | 3,3 % | 5,1 % | 4,7 % |
| Département    | 7,7 % | 9,6 % | 9,3 % |
| France entière | 8,3 % | 10 %  | 10 %  |

En 2018, la population âgée de 15 à 64 ans s'élève à 365 personnes, parmi lesquelles on compte 77,7 % d'actifs (73,1 % ayant un emploi et 4,7 % de chômeurs) et 22,3 % d'inactifs,. Depuis 2008, le taux de chômage communal (au sens du recensement) des 15-64 ans est inférieur à celui de la France et du département.
La commune fait partie de la couronne de l'aire d'attraction de Toulouse, du fait qu'au moins 15 % des actifs travaillent dans le pôle,. Elle compte 51 emplois en 2018, contre 57 en 2013 et 42 en 2008. Le nombre d'actifs ayant un emploi résidant dans la commune est de 267, soit un indicateur de concentration d'emploi de 19,1 % et un taux d'activité parmi les 15 ans ou plus de 65,4 %.
Sur ces 267 actifs de 15 ans ou plus ayant un emploi, 31 travaillent dans la commune, soit 12 % des habitants. Pour se rendre au travail, 87,2 % des habitants utilisent un véhicule personnel ou de fonction à quatre roues, 4,1 % les transports en commun, 5,4 % s'y rendent en deux-roues, à vélo ou à pied et 3,4 % n'ont pas besoin de transport (travail au domicile).

### Activités hors agriculture
34 établissements sont implantés  à Renneville au 31 décembre 2019. Le tableau ci-dessous en détaille le nombre par secteur d'activité et compare les ratios avec ceux du département,.
| Secteur d'activité                                                                                        | Commune | Commune | Département |
| Secteur d'activité                                                                                        | Nombre  | %       | %           |
| --- | ------- | ------- | ----------- |
| Ensemble                                                                                                  | 34      | 100 %   | (100 %)     |
| Industrie manufacturière, industries extractives et autres                                                | 1       | 2,9 %   | (5,7 %)     |
| Construction                                                                                              | 5       | 14,7 %  | (12 %)      |
| Commerce de gros et de détail, transports, hébergement et restauration                                    | 12      | 35,3 %  | (25,9 %)    |
| Information et communication                                                                              | 1       | 2,9 %   | (4,1 %)     |
| Activités financières et d'assurance                                                                      | 1       | 2,9 %   | (3,8 %)     |
| Activités immobilières                                                                                    | 1       | 2,9 %   | (4,2 %)     |
| Activités spécialisées, scientifiques et techniques et activités de services administratifs et de soutien | 10      | 29,4 %  | (19,8 %)    |
| Administration publique, enseignement, santé humaine et action sociale                                    | 1       | 2,9 %   | (16,6 %)    |
| Autres activités de services                                                                              | 2       | 5,9 %   | (7,9 %)     |

Le secteur du commerce de gros et de détail, des transports, de l'hébergement et de la restauration est prépondérant sur la commune puisqu'il représente 35,3 % du nombre total d'établissements de la commune (12 sur les 34 entreprises implantées  à Renneville), contre 25,9 % au niveau départemental.

### Agriculture
La commune est dans le Lauragais, une petite région agricole occupant le nord-est du département de la Haute-Garonne, dont les coteaux portent des grandes cultures en sec avec une dominante blé dur et tournesol. En 2020, l'orientation technico-économique de l'agriculture  sur la commune est la culture de céréales et/ou d'oléoprotéagineuses.
|               | 1988 | 2000 | 2010 | 2020 |
| ------------- | ---- | ---- | ---- | ---- |
| Exploitations | 26   | 24   | 13   | 11   |
| SAU (ha)      | 471  | 700  | 589  | 443  |

Le nombre d'exploitations agricoles en activité et ayant leur siège dans la commune est passé de 26 lors du recensement agricole de 1988  à 24 en 2000 puis à 13 en 2010 et enfin à 11 en 2020, soit une baisse de 58 % en 32 ans. Le même mouvement est observé à l'échelle du département qui a perdu pendant cette période 57 % de ses exploitations,. La surface agricole utilisée sur la commune a également diminué, passant de 471 ha en 1988 à 443 ha en 2020. Parallèlement la surface agricole utilisée moyenne par exploitation a augmenté, passant de 18 à 40 ha.

## Culture locale et patrimoine

### Lieux et monuments
- Église paroissiale Saint-Jacques, avec son clocher-mur arborant quatre cloches.
- Aqueduc des Voûtes, dit aussi de l'Hers : pont-canal de l'Hers du canal du Midi franchissant l'Hers-Mort (commun avec la commune de Gardouch), construit en 1688. Il est inscrit monument historique depuis 1998[44].
- Comme pour la plupart des communes du Lauragais, au cœur du Pays de Cocagne riche d’histoire, Renneville possède son église, son château, ses métairies, pigeonniers et moulins. Traversée par le Canal du Midi, on pourra également admirer au cours d’une balade champêtre, quelques ouvrages remarquables imaginés et réalisés par l’ingénieur Pierre Paul Riquet baron de Bonrepos (1609-1680), comme par exemple l’écluse et l’aqueduc des Voûtes sur le canal.
- L’écluse de Renneville au canal du Midi. Quand on accède à la commune de Renneville par la RD-813 à la sortie de Villefranche-de-Lauragais, quelle belle surprise d’arriver directement au niveau de l’écluse et du canal du Midi pour le plus grand plaisir des yeux, avec l’incontournable maison de l’éclusier et quelques anciens bâtiments, péniches et bateaux de plaisance amarrés le long de la berge.
- Le moulin à vent au Village. Sur le chemin de Lière, à l’emplacement d’une ancienne ferme ayant appartenu aux Hospitaliers, on aperçoit un moulin à vent céréalier qui a remplacé, en 1720, un ancien moulin pastelier dont l’usage a été abandonné à la suite de l’effondrement du commerce du pastel à la fin du 17ème siècle (supplanté par l’arrivée sur le marché de l’indigo produit dans les colonies du Nouveau Monde).
- L’ancien moulin à vent en face la ferme de Tarabel. Ce moulin à l’abandon ne figure déjà plus sur le cadastre napoléonien de 1824.
- Le moulin à vent (ou peut-être à eau) des Negrès. Il est dessiné sur le cadastre napoléonien de 1824, non loin de l’Hers Mort. C’est le dernier moulin construit, aujourd’hui disparu, autrefois propriété des Hospitaliers.
- Le pigeonnier de la ferme de Tarabel. Sur le domaine de la très ancienne ferme de Tarabel, un splendide pigeonnier au fronton en chapeau de gendarme, encore relativement bien conservé.
- La fontaine du bourg. Au centre du village, rue de la Commanderie, une indispensable fontaine construite en 1884 pour alimenter les Rennevillois en eau. Un buste de Marianne placé tout en haut de cette construction de briques, pour représenter fièrement la République... source de progrès.
- La fontaine en bas de la rue de la Fontaine. Renneville située sur une colline présente à son côté Sud un bas-fond où coule un petit ruisseau (qui se jette dans l’Hers Mort), au quartier du Hameau de La Fontaine. Les ménagères traversaient le village une cruche sur la tête pour se rendre à cette fontaine pour puiser l’eau ou laver le linge.
- Le château de Renneville. Du château de Renneville, il ne reste plus que les vestiges d’une tour fortement rabattue au cours des siècles, d’un appareillage de pierres grises. Implantés au centre du village non loin de l’église, ces murs restants sont bien ceux d’une ancienne forteresse défensive à la structure solide.
- L’église.  L’église actuelle dédiée à saint Jacques (Renneville, étape sur le chemin de Saint-Jacques-de-Compostelle entre Avignon et Montesquieu) n’est autre que l’ancienne chapelle du château médiéval. Elle devient officiellement l’église paroissiale au 18ème siècle. Elle est agrandie avec l’aide des Hospitaliers peu avant la Révolution. En 1856 on ajoute des marches devant l’entrée. En 1992, la partie supérieure du clocher-mur s’effondre à la suite d’une tempête, elle sera rebâtie en 1994. Le clocher-mur présente une façade plate renforcée à sa base et appuyée sur deux contreforts. L’entrée est en arc de style roman, avec au-dessus à mi-hauteur une horloge blanche. Cette façade s’élève jusqu’à une corniche d’entablement supportant un pignon à deux niveaux, encadré par deux pinacles à boulet. Cette partie basse rectangulaire est percée de trois baies campanaires garnies de cloches. La partie supérieure forme un triangle percé d’une baie à une cloche, également encadrée par deux pinacles à boulet.  Une ancienne église dédiée à saint Sernin, aujourd’hui disparue (victime des guerres de Religions du 16ème s. puis abandonnée), était implantée à la sortie de Renneville, sur le chemin des Crêtes. On pense que la sculpture de l’Agneau enchâssée dans le mur d’une grange au village a été récupérée lors de la démolition. À noter que le sceau de l’abbaye de Saint-Sernin de Toulouse est aussi celui de l’Agneau.
- Une église dédiée à saint Hilary (cf. compoix de Renneville de 1602).  Le compoix de Renneville de 1602 évoque l’existence d’une ancienne église dédiée à saint Hilary (Sainct Illary) située sur le chemin qui allait à Villefranche-de-Lauragais (actuelle route de Solailla de la Canal), non loin du lieudit « Fraissinel ».  Page 18/174 du compoix de 1602 – Plus tient ledict Sieur Commandeur joniant la susdite Métairie delz Faures cers sol et hort contenant en tout une restarade tres quartarades ung lieural confrontant daulta Jehan et Guilhiem Ribairolz cers Jacques Tissier midi lesdictz Jehan et Guilhiem Ribairol aquilon le Chemin François et la Carriere que va a leglise de Sainct Illary de Boutiguian estimat bon ques nau soulz et ung dinier pour ce cy.  Page 13/174 – Plus tient ledict Sieur Commandeur Al Terminy del Frayssinel une piesse de terre labouradisse contenant dos cestarades confrontant daulta Meric Fourtanie cers Jehan Gailhiard midy la rue que va de Sainct Illary a Villefranche aquilon Monsieur de La Garrigue estimat dos cartarades bon tres cartarades moyen et tres cartarades feble ques cinq soulz et cinq deniers pour ce cy.  Page 13/174 – Plus tient ledict Sieur Commandeur au susdict Terminy del Fraissinel ung piesse de terre labourable et pred contenant huict cestarades confronte daulta et aquilon la carrière que va de Villefranque a Sainct Illary cers Pierre Campmas midy le Rieu de Lhers estimat bon ques dos lieures pour ce cy.  Page 13/174 – Plus tient ledict Sieur Commandeur une piesse de terre et payssieu lieu appelle Al Gua del Fraissinel contenant une cestarade confrontant daulta noble Jehan François de Lacombe cers terre dudict Sieur Commandeur midy le Rieu de Lhers aquilhon la carriere que va de Sainct Illary a Villefranche estimat bon ques cinq soulz pour ce cy.  Page 14/174 – Plus tient ledict Sieur Commandeur pres la Croux de Sainct Illary lieu dict en Bourdelh contenant dos cartarades deus lieuralz terre labourable confronte daulta et aquilon Bernad Armengaut cers et midy la carriere publique estimat bon ques tres soulz et six deniers pour ce.
- Renneville fortifiée. Comme beaucoup d’autres villages du Lauragais, Renneville se dote également d’une muraille défensive. Si elle n’existe plus aujourd’hui, on en trouve la trace écrite sur le compoix de 1602 qui parle du « fort de la ville » et de « paret » (muraille). Aux 16ème et 17ème siècles, cette muraille protège un groupe de maisons « à la carrière du haut », occupées par les riches propriétaires de l’époque.  Page 58/174 du compoix de 1602 – Berthomieu Lion tient dans le Fort de Reyneville ung aut de maison a la carriere aute confronte dauta Ramon Carriere cers et midy Meric Fourtanie aquilon la paret de la Ville contenant six cannes estimat sieys diniers pour ce cy.

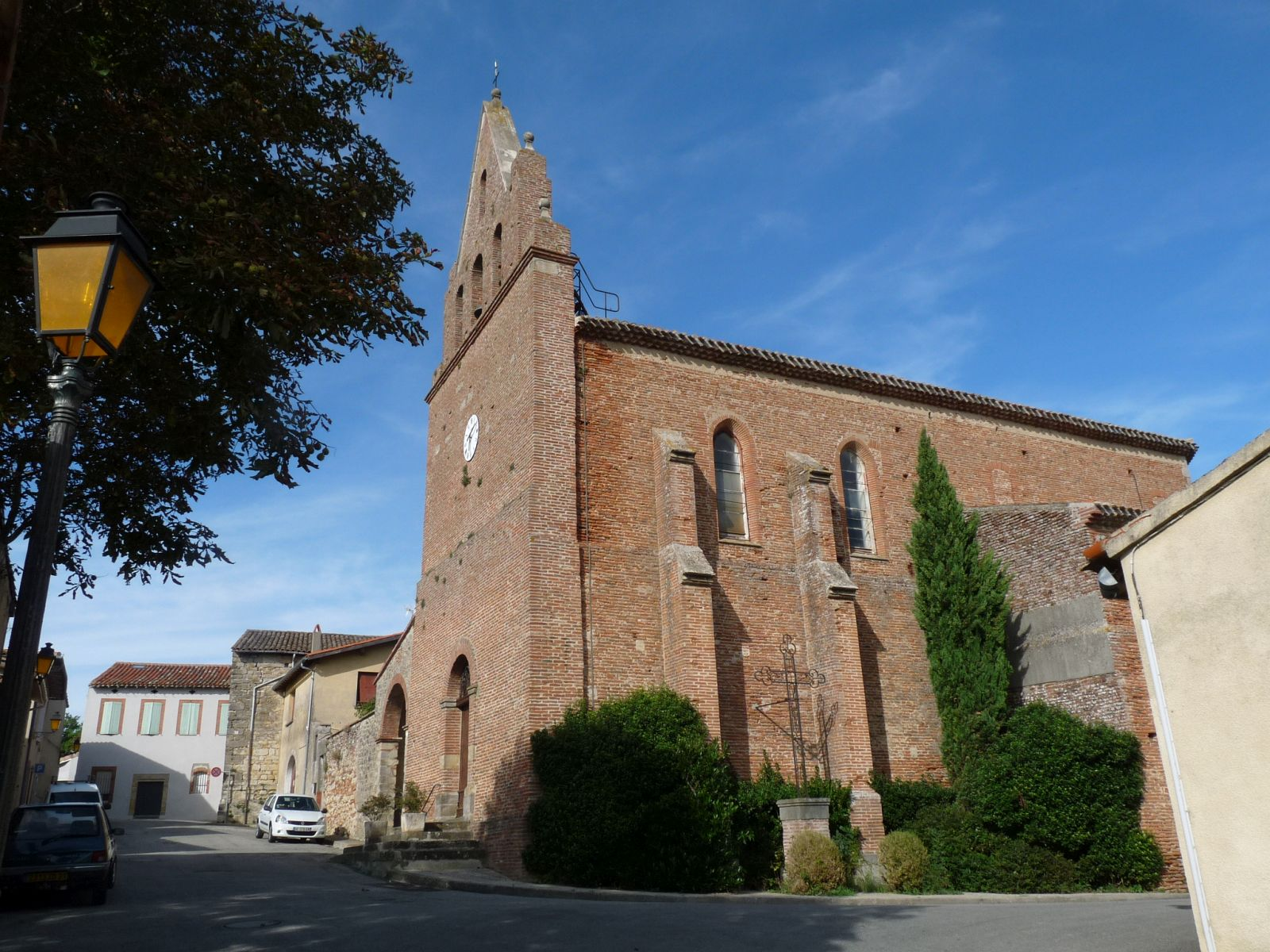
L'église Saint-Jacques
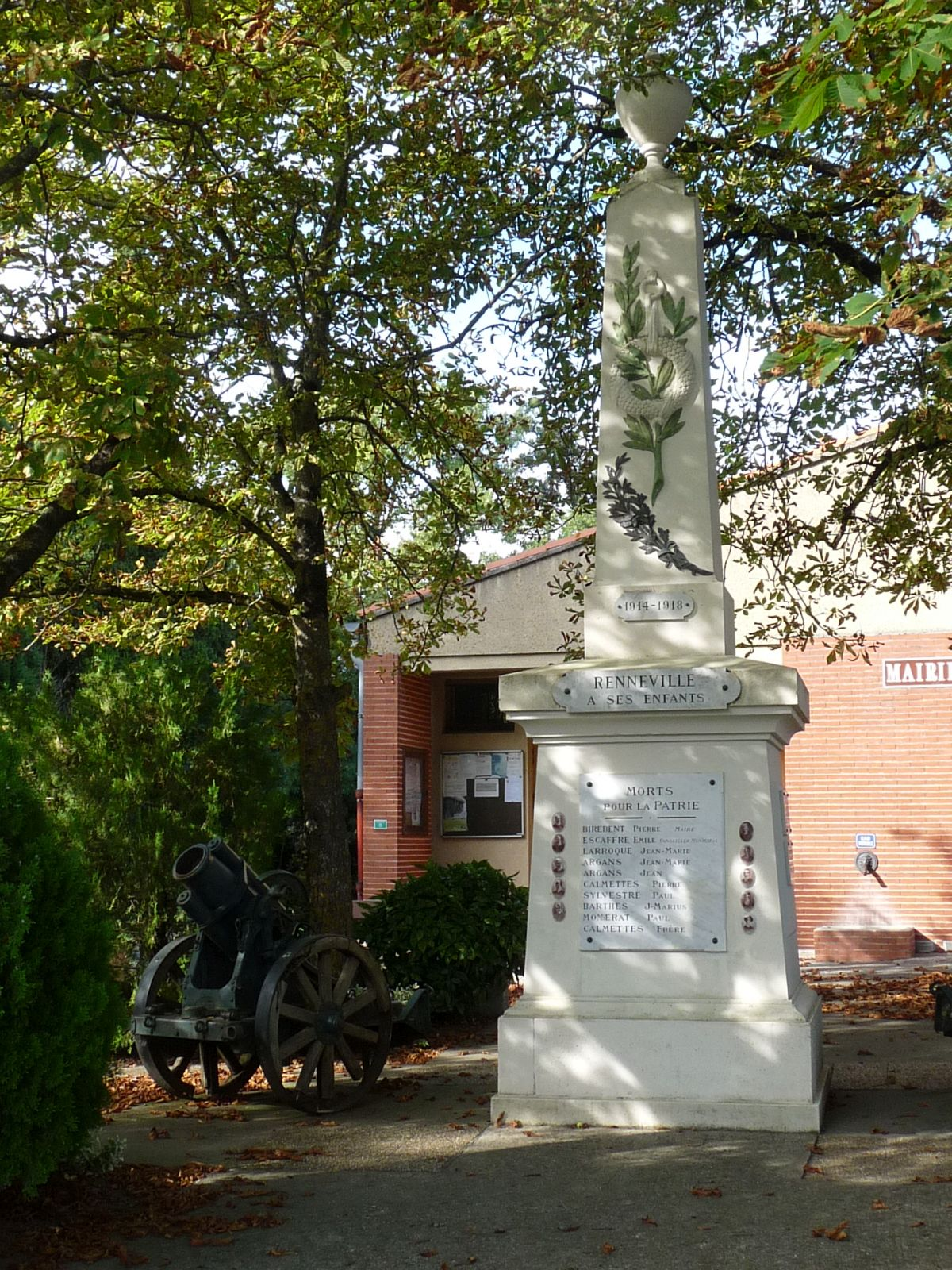
Monument aux morts
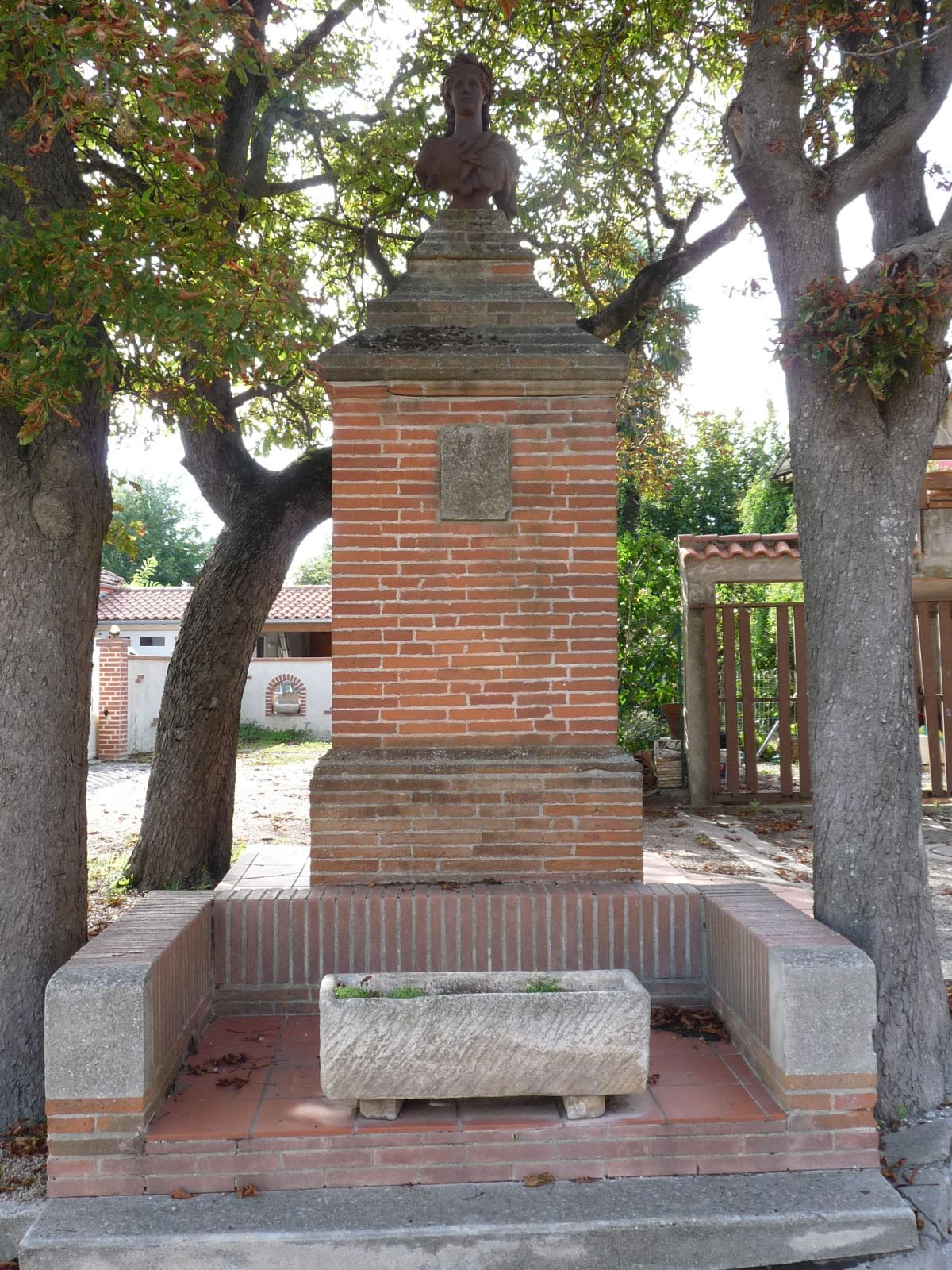
Fontaine du bourg
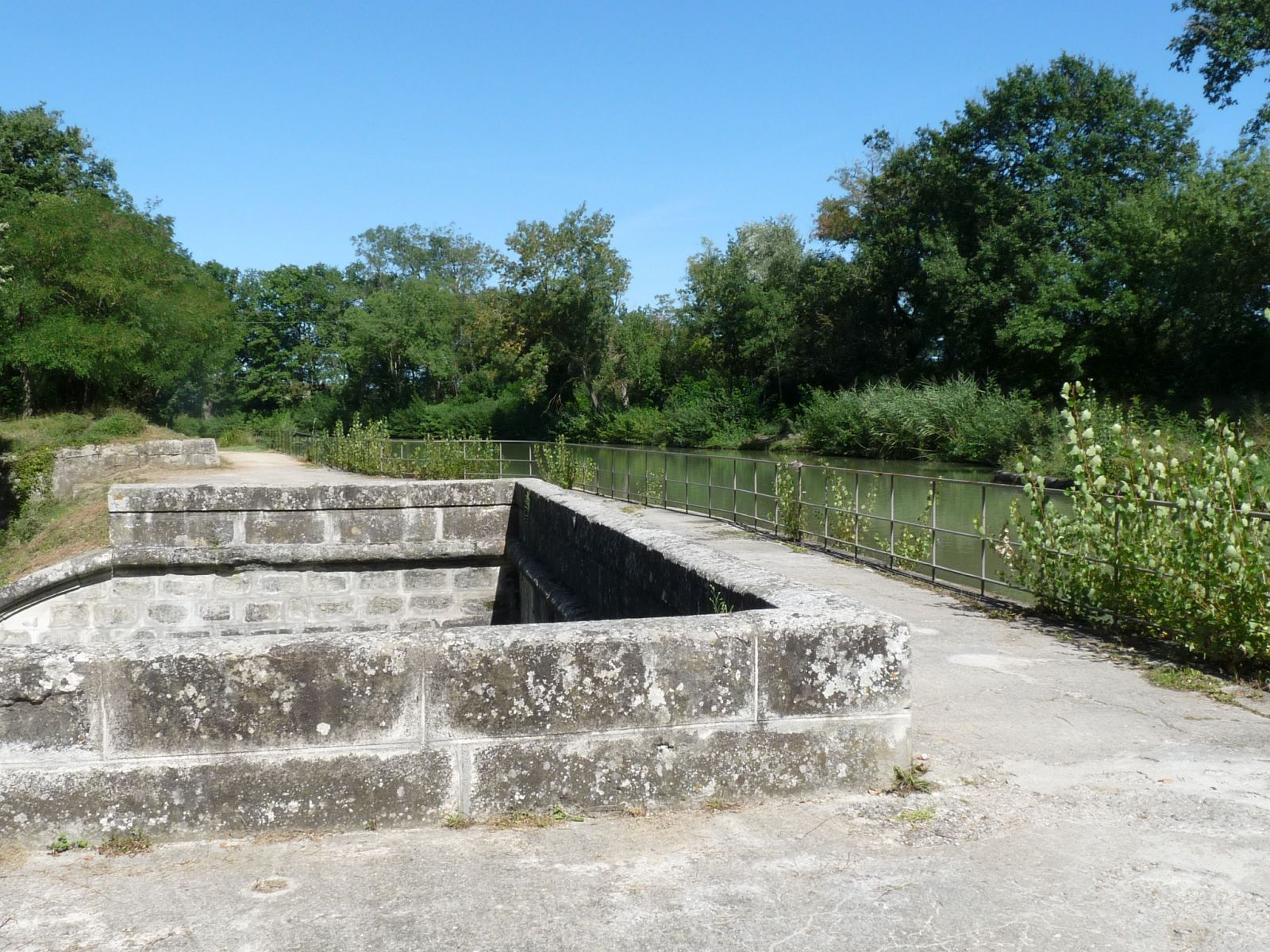
Aqueduc des Voûtes

### Personnalités liées à la commune
- Olivier de Penne ancien gouverneur de Renneville.
- Pierre Bélinguier

### Héraldique
| Renneville | Son blasonnement est : De gueules à la lettre R capitale couronnée d'or, au chef cousu d'azur chargé de trois fleurs de lys aussi d'or. |

## Pour approfondir